# Stazione di Ciano
Stazione di Ciano vasútállomás Olaszországban, Canossa településen.

## Vasútvonalak
Az állomást az alábbi vasútvonalak érintik:
- Reggio Emilia-Ciano d'Enza-vasútvonal

## Kapcsolódó állomások
A vasútállomáshoz az alábbi állomások vannak a legközelebb:
- Ciano Via Tedaldo da Canossa railway station (Stazione di Reggio Emilia, Reggio Emilia-Ciano d'Enza-vasútvonal)